# Doctrine de l'Église catholique sur l'œcuménisme
La doctrine de l'Église catholique sur l'œcuménisme a été redéfinie à partir de Jean XXIII et du concile Vatican II (1962-1965). 
Auparavant, l'œcuménisme et la recherche de l'unité des chrétiens étaient subordonnés à l'idée que l'Église catholique se définissait elle-même comme la seule véritable Église, une, sainte, catholique et apostolique, fondée par le Christ lui-même. Cette doctrine est constamment réaffirmée par le Magistère romain jusqu'à l'encyclique Mortalium animos (1928), où Pie XI condamne sans appel toute tentative de dialogue interreligieux qui ne viserait pas à réintégrer les autres confessions chrétiennes au sein du catholicisme. Jusqu'à Vatican II, le dialogue avec les autres confessions chrétiennes a pour objectif de les persuader de revenir à une unité qu'elles ont elles-mêmes brisée, c'est-à-dire de se soumettre à l'autorité du pape.
Au cours de l'entre-deux-guerres, sous l'impulsion de plusieurs représentants de la Nouvelle Théologie, l'œcuménisme catholique prend comme point de départ l'idée que le Christ n'a fondé qu'une seule Église, divisée par la suite entre plusieurs confessions. Par conséquent, il devient nécessaire que, par la prière, l'étude et le dialogue, les communautés historiquement séparées puissent se réunir.
Les textes les plus significatifs à cet égard, publiés par le concile Vatican II, sont Unitatis Redintegratio (sur l'œcuménisme) et Dignitatis humanae (sur la liberté religieuse). L'engagement œcuménique de l'Église catholique a ensuite été confirmé par l'encyclique Ut unum sint de Jean-Paul II (1995).
Toutefois, l'Église catholique ne fait pas partie du Conseil œcuménique des Églises (COE), fondé en 1948, où elle n'a qu'un statut d'observateur. Elle y participe à divers groupes de travail depuis 1964. Notamment, le Conseil pontifical pour la promotion de l'unité des chrétiens, créé par Jean XXIII  en 1960, est en relation avec le COE de façon régulière. Il est présidé par Kurt Koch, qui a succédé en 2010 à Walter Kasper.

## Histoire

### Rome et l'Orient
Le concile de Florence de 1439 adopte différents accords entre Rome et plusieurs Églises orientales :
- 6 juillet 1439, bulle Laetentur caeli consacrant l’union avec l’Église grecque de Constantinople
- 22 novembre 1439, décret Exsultate Deo  qui ne s'applique qu'aux Arméniens soumis au Catholicos de Sis en Cilicie. Le décret pro Armenis, fait partie d’une série d’actes similaires promulgués, par Eugène IV
- 30 septembre 1444 Après la translation du concile au Latran, Multa et admirabilia  les Syriens monophysites de Mésopotamie signent leur adhésion
- 4 février 1442, Cantate Domino ce sont les jacobites monophysites d’Alexandrie et de Jérusalem
- 7 août 1445, Benedictus s'applique aux les chaldéens et aux maronites.

Multa et admirabilia et Benedictus, plus courts, renouvellent les enseignements déjà donnés : la double nature du Christ et la Trinité, le Filioque et la primauté pontificale.
Faute de base populaire en Orient, ces tentatives d'union restent sans lendemain et donnent lieu à des schismes dans les Églises réunissant ceux qui n'acceptent pas d'abandonner le monophysisme, le monothélisme ou le miaphysisme.

### Réforme et Contre-Réforme
Les premiers réformateurs protestants (Luther, Melanchthon, Bucer) tentent par la Concorde de Wittemberg (1536) d'atténuer les différences doctrinales entre Églises évangéliques, mais ils ne peuvent concilier leur point de vue avec celui des anabaptistes sur l'eucharistie, et la question de la transsubstantiation finit par entraîner la dissidence calviniste. La Réforme protestante et son cortège de guerres de Religion maintiennent l'Occident dans ses frontières. Ces guerres instaurent, toutefois, par exemple à la paix d'Augsbourg de 1555, un nouveau mode de compréhension du territoire canonique, résumé dans le précepte latin Cujus regio, ejus religio et doit se comprendre par « liberté de religion pour le prince qui peut l'imposer à ses sujets ». Ce principe présidera à l'uniatisme développé tout au long du siècle en Europe orientale, comme aux diverses vagues de la colonisation.

### Églises d'Orient et «uniatisme»
Au cours de l’histoire, certaines Églises ou portions d’Églises d’Orient se sont unies à l’Église catholique, pour des raisons diverses et dans des conditions souvent controversées. Le terme « uniate » a longtemps servi à désigner ces Églises catholiques d’Orient, mais a pris une connotation péjorative.
Ce qui est souvent qualifié d'« uniatisme » reste une plaie dans les relations entre le christianisme orthodoxe et le Vatican. L'existence de l'Église gréco-catholique de Biélorussie a été l’un des principaux obstacles à la venue de Jean-Paul II en Russie.
« Le phénomène gréco-catholique est depuis toujours perçu par les orthodoxes comme une agression et le déni de leur ecclésialité, comme s'ils n'étaient pas reconnus par l'Église latine en tant que pleinement chrétiens » (Olivier Clément). L'« uniatisme » est compris par les orthodoxes comme une prédation de l’Église latine.

## DuXIXeauXXesiècle

### L’«unionisme» catholique auXIXesiècle
Les papes n’ont jamais perdu de vue l’unité de la chrétienté, dont ils estiment avoir la charge. Le XIXe siècle, en particulier, est la grande époque de l’intransigeantisme qui enjoint aux confessions séparées de retourner à l’unité romaine. D'un autre côté, Pie IX  invite les évêques grecs et autres orientaux, à participer au Ier concile du Vatican (1869-1870), celui où sera proclamée l'infaillibilité pontificale. La constitution Pastor Æternus affirme aussi la primauté pontificale et l'autorité directe du pape sur tous les fidèles. Ces propositions se heurtent, de façon assez cohérente avec la collégialité orthodoxe, à une fin de non-recevoir.
Le pape Léon XIII, surtout, est le chantre de l’unionisme. Il encourage la prière pour l’unité des chrétiens, sous forme de neuvaine préparatoire à la Pentecôte. Dans l’encyclique Satis cognitum (1896), sorte de charte de l’unionisme, et dans 35 autres documents consacrés à la cause de l’unité chrétienne, il invite les catholiques à la plus grande charité envers tous les chrétiens, et plus largement envers tous les hommes de bonne volonté.

### L’encycliqueMortalium animosde  Pie XI
Le magistère romain a constamment manifesté une grande réticence à l’égard des assemblées œcuméniques, soupçonnées de « panchristianisme ». Dans l'encyclique Mortalium animos (1928), Pie XI interdit absolument aux catholiques d’y participer. « Ce Siège Apostolique n’a jamais autorisé ses fidèles à prendre part aux congrès des non-catholiques : il n’est pas permis, en effet, de procurer la réunion des chrétiens autrement qu’en poussant au retour des dissidents à la seule véritable Église du Christ puisqu’ils ont eu jadis le malheur de s’en séparer. » Cette encyclique, qui répond à l'invitation faite pour les travaux de la commission œcuménique Foi et Constitution, revient à dire qu’il ne saurait y avoir de véritable œcuménisme que par la réintégration des Églises issues de la Réforme dans le sein de l'unique véritable Église.
Ainsi l'Église catholique n'a envisagé l'œcuménisme qu'à partir de 1928, et sans s'intégrer dans le mouvement en cours dans les milieux protestants.

### La préparation de Vatican II
Cependant, du côté catholique, les efforts en vue de l’unité chrétienne se multiplient à partir des années 1920. On peut citer les « conversations de Malines », à l’initiative du cardinal Mercier, archevêque de Malines-Bruxelles, de Lord Halifax (anglican) et du père Fernand Portal (lazariste), de décembre 1921 à avril 1925, entre des théologiens anglicans et catholiques. 
En 1935, c'est le début à Lyon de la Semaine de prière pour l’unité des chrétiens, à l’initiative de l'abbé Paul Couturier. Ce sont en 1937 les premiers jours du groupe des Dombes.  
Ce sont encore les travaux pionniers de certains théologiens catholiques : les Français Henri de Lubac et Yves Congar, l’Allemand Karl Adam entre autres.
L’instruction du Saint-Office Ecclesia catholica, parue le 9 septembre 1949, juge que le désir de l’unité relève d’une « inspiration de la grâce du Saint-Esprit ». Elle affirme le devoir des évêques de s’en préoccuper et prévoit une participation catholique aux conférences œcuméniques sous la responsabilité de l’ordinaire du lieu.

## Le concile Vatican II et ses suites

### Un élan nouveau
Il fallut attendre l’élection du pape Jean XXIII (en 1958) et l’annonce du concile Vatican II (1962-1965) pour voir l’Église catholique s’engager pleinement dans l’aventure du mouvement œcuménique. Des observateurs non catholiques furent invités au concile. Un Secrétariat pour l’unité des chrétiens était créé, qui deviendra Conseil pontifical pour l’unité des chrétiens sous Jean-Paul II. Le concile promulgua des documents majeurs pour l’œcuménisme : Unitatis Redintegratio (décret sur l’œcuménisme) ; Nostra Ætate (sur les religions non chrétiennes) ; Dignitatis humanae (sur la liberté religieuse). 
Les successeurs de Jean XXIII, soit à Rome, soit au cours de leurs nombreux voyages à travers le monde, ont multiplié les contacts avec les dirigeants des autres Églises. Les conférences épiscopales sont membres des Conseils d’Églises, qui se sont formés dans la plupart des pays. Les fidèles catholiques eux-mêmes participent pleinement aux travaux, ainsi qu’aux prières, des congrès interconfessionnels et des rencontres œcuméniques.

### Les catholiques intégristes
Certains catholiques contestent le concile Vatican II, soit pour des raisons doctrinales (reconnaissance de la liberté religieuse par le concile, œcuménisme), soit en raison de leur attachement à la célébration en latin et selon le missel romain de Pie V. Une de leurs têtes de file,  Marcel Lefebvre, fondateur de la Fraternité sacerdotale Saint-Pie-X rompt avec Rome en 1988 en ordonnant des évêques sans l'autorisation du pape ; tous seront par là même excommuniés latae sententiae), et l'excommunication des quatre nouveaux évêques sera levée en 2009. 
Benoît XVI et le pape François ont cherché, en donnant diverses autorisations, notamment en matière de liturgie, à rétablir l’unité avec certains fidèles et prêtres traditionalistes.

### Dialogues œcuméniques

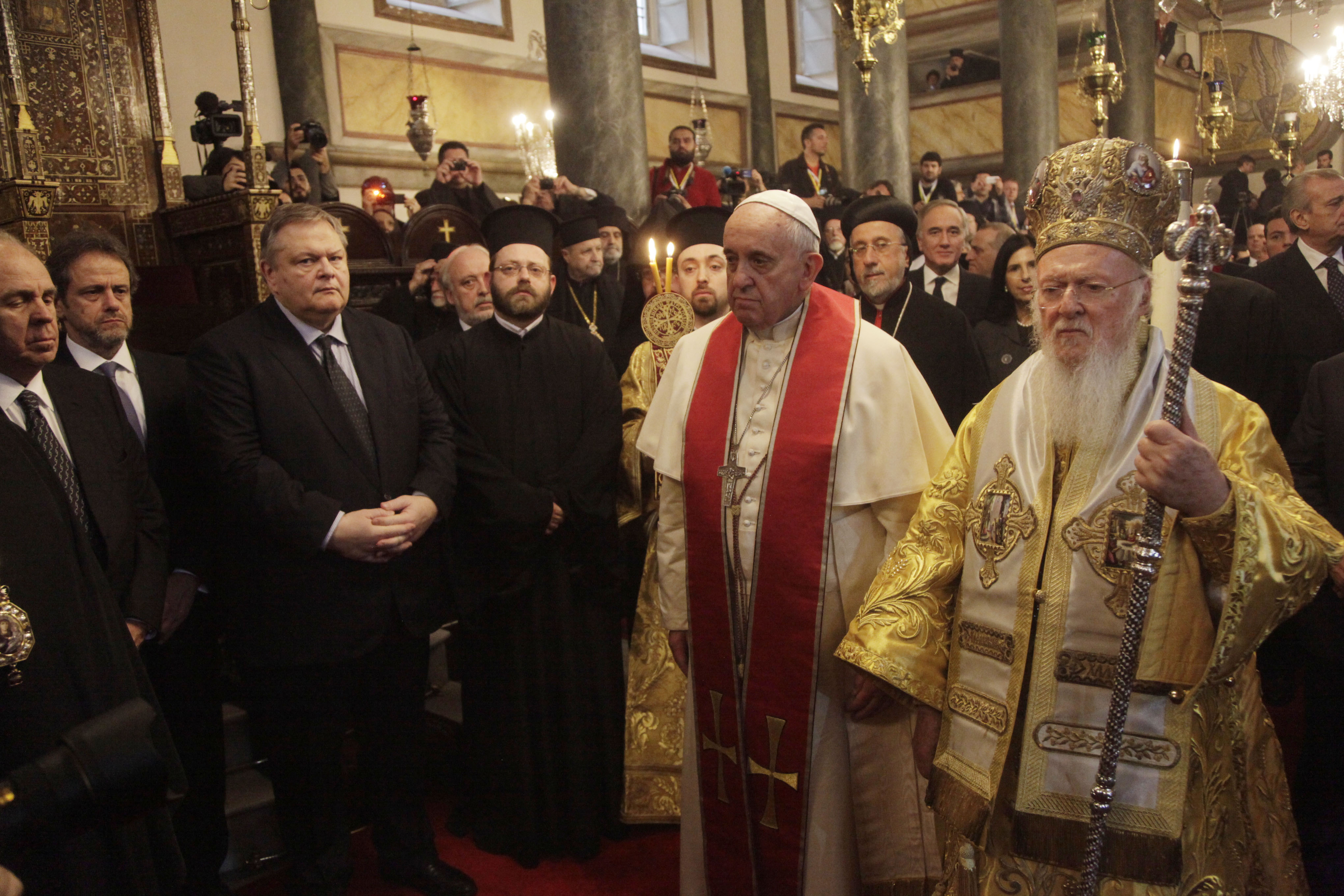
Le pape François à la fête patronale avec le patriarche œcuménique Bartholomée Ier de Constantinople.

Depuis 1937, il existe un dialogue non officiel entre des théologiens catholiques et protestants francophones, fondé par Paul Couturier (1881-1953) et quelques pasteurs réformés suisses. En 1942, ce groupe a pris le nom de groupe des Dombes. Il a publié, depuis, un certain nombre de rapports comme « Un seul maître » - L'autorité doctrinale dans l'Église en 2006. La méthode est le « consensus différencié » où chacun expose sa foi dans un souci de spécificité pour « entrer dans le point de vue de son frère, pour le mieux comprendre dans sa cohérence et pour s'en enrichir ».
En 1964, c'est la rencontre à Jérusalem entre le pape Paul VI et le patriarche Athénagoras de Constantinople, et le 7 décembre 1965 la levée des excommunications réciproques du XIe siècle, comme « geste de justice et de pardon réciproque ».
En 1966, c'est la rencontre entre l’archevêque de Cantorbéry Michael Ramsey et le pape Paul VI, et la création de la Commission internationale anglicane-catholique romaine (ARCIC). Ces dialogues entre l’anglicanisme et l’Église catholique ont produit des accords doctrinaux, dont ARCIC-I :  « La doctrine eucharistique » en 1971, « Ministère et ordination » en 1973, « L’autorité dans l’Église I » en 1976, « L’autorité dans l’Église II » en 1981. Puis ARCIC-II : « Le Salut et l’Église » en 1986, « L’Église comme communion » en 1990, « La vie en Christ : morale, communion, Église » en 1993, « Le don de l’autorité. L’autorité dans l’Église III » en 1999 et enfin « Marie :  Grâce et espérance dans le Christ » en 2005.
En 1964, se met en place un processus de constitution d'un « Groupe mixte de travail » entre le l'Église catholique et Conseil œcuménique des Églises (dont l'Église catholique ne fait pas partie). Ce groupe a, entre autres, publié en 2005 une étude sur la nature et objet du dialogue œcuménique. Depuis 1968, l'Église catholique est membre à part entière de la Commission de Foi et constitution. 
En 1969, Paul VI va rencontrer le Conseil œcuménique des Églises. 
En 1982, à l'initiative de la commission Foi et constitution du Conseil œcuménique des Églises, est publié le document « Baptême, Eucharistie, Ministère » (dit de Lima), auquel des théologiens catholiques ont participé et qui a eu de larges échos au sein des diverses Églises. « Ce célèbre texte, adopté par la Commission plénière Foi et constitution lors de sa réunion de Lima (Pérou) en 1982, fait le point sur l'accord toujours plus grand – et les différences qui subsistent – dans des domaines fondamentaux de la foi et de la vie des Églises. Document le plus largement diffusé et étudié de Foi et constitution, le BEM a servi de base à de nombreux accords de « reconnaissance mutuelle » entre Églises, et il demeure une référence aujourd'hui encore. »
En 1999, l’Église catholique et la Fédération luthérienne mondiale ont signé à Augsbourg la « Déclaration commune sur la Doctrine de la justification », fruit de plus de trente années de dialogue et qui met pratiquement fin à une controverse qui durait depuis la Réforme. En 2013 est publié par la Commission luthérienne-catholique pour l'unité, le document « Du conflit à la communion : commémoration commune luthérienne-catholique en 2017 », dans le cadre de la célébration du 500e anniversaire de la Réforme, et du 50e anniversaire du dialogue entre luthériens et Catholiques (2017).
Il existe des dialogues bilatéraux entre l'Église catholique et d'autres Églises protestantes, notamment avec le Conseil Méthodiste Mondial, l'Alliance réformée mondiale et l'Alliance baptiste mondiale. 
Il existe aussi un nombre important d’accords doctrinaux entre l’Église catholique et les Églises non chalcédoniennes d’Orient.

## Situation actuelle

### Difficultés persistantes
Le dialogue entre l'Église orthodoxe et l'Église catholique est dans une impasse en ce qui concerne « l'uniatisme ». La session de Balamand en 1993 s'est conclue sur un désaccord. La Commission ne s'est réunie que quelques années plus tard, à Baltimore en 2000, mais les difficultés perdurent. En 2004, c'est la déclaration commune du pape Jean-Paul II et du patriarche œcuménique Bartholomée Ier de Constantinople, où ils indiquent que, malgré certains problèmes et malentendus récents, « la longue pratique du "dialogue de la charité" nous aide précisément en ces circonstances, afin que les difficultés puissent être affrontées avec sérénité et ne ralentissent ni obscurcissent le chemin entrepris vers la pleine communion dans le Christ. »
La question du Filioque continue de diviser Églises catholique et orthodoxe. Est en cause l'introduction du Filioque dans le credo occidental (L’Esprit qui procède du Père et du Fils), qui fut proposée sous le règne de Charlemagne, et faite de manière unilatérale dans le Credo romain au XIe siècle. Très mal perçue par les Églises d’Orient, c’est un lieu de discorde depuis lors.
En 2000, la déclaration Dominus Jesus, de la congrégation pour la doctrine de la foi, insiste fortement sur l'unicité et l'universalité salvifique de Jésus-Christ et de son Église. Elle fut écrite à l’initiative du cardinal Joseph Ratzinger et du secrétaire de la congrégation pour la doctrine de la foi Tarcisio Bertone. Elle fut très mal reçue dans les milieux œcuméniques, notamment du fait que les communautés ecclésiales issues de la Réforme n’étaient pas considérées comme des Églises au sens propre du terme, et à cause d’une interprétation assez restrictive des textes du concile concernant l’œcuménisme.
La question de l'hospitalité eucharistique fait souvent également débat. Les Églises protestantes admettent généralement facilement les autres chrétiens à la communion, tandis que les Églises catholique et orthodoxe sont très restrictives, une même communion dans les sacrements supposant selon leur doctrine une même communion dans la foi. La période actuelle, où les principes sont réaffirmés avec fermeté, déçoit les milieux œcuméniques protestants, qui attendaient plus d'ouverture dans la suite du concile Vatican II.

### Bilan
Dans son encyclique Ut unum sint, le pape Jean-Paul II a affirmé l'engagement œcuménique irréversible de l'Église catholique, « à l'écoute de l'Esprit du Seigneur qui apprend à lire attentivement les signes des temps ». Il ajoute : « L'Église catholique reconnaît et confesse les faiblesses de ses fils, consciente que leurs péchés constituent autant de trahisons et d'obstacles à la réalisation du dessein du Sauveur. »
Cependant, l'élan œcuménique semble marquer une forme d'essoufflement, associée à la lenteur des progrès dans la voie de l'unité des chrétiens. 
En novembre 2010, quelques mois après sa nomination à la tête de Conseil pontifical pour la promotion de l'unité des chrétiens, l'évêque Kurt Koch a dressé un bilan des divergences persistantes avec le protestantisme. Il leur reproche d'avoir abandonné l'objectif originel du mouvement œcuménique, c'est-à-dire la recherche d'une unité visible permettant une véritable communion. Selon lui, les courants issus de la Réforme, mais aussi certains catholiques, cherchent à promouvoir une vision ecclésiologique marquée par le relativisme, et se bornant à la recherche de liens d'intercommunion entre Églises séparées. À cette occasion, le prélat réaffirme également la doctrine catholique : l'Église de Jésus-Christ est déjà une réalité existante en soi et qu'elle subsiste dans l'Église catholique.
Une difficulté particulière du dialogue œcuménique est que l'Église catholique soutient plusieurs points doctrinaux qui lui font envisager un tel dialogue de façon dissymétrique. Le cardinal Levada, préfet de la Congrégation pour la doctrine de la foi, affirme ainsi que « L'objectif de l'œcuménisme est l'union avec l'Église catholique ». De même, s'il reconnaît que par un tel dialogue, l'Église catholique se trouve enrichie, il rappelle que selon la doctrine catholique rappelée par le décret conciliaire Unitatis Redintegratio, l'Église dispose déjà de la plénitude des moyens du salut :
« Quand je parle d'enrichissement, je ne me réfère pas à des ajouts d'éléments essentiels de sanctification et de vérité à l'Église catholique. Le Christ lui a donné tous les éléments fondamentaux. Je me réfère à un surplus de moyens d'expression de ces éléments essentiels, des moyens qui font que chacun n'en apprécie que plus les trésors inépuisables que l'Église a reçus de son divin fondateur ».